# Tytonidae
I Titonidi (Tytonidae Ridgway, 1914) o Barbagianni sono una famiglia di uccelli rapaci notturni dell'ordine Strigiformes.

## Descrizione
Nell'aspetto essi sono estremamente simili agli Strigidi. Vengono tuttavia classificati in una famiglia a sé stante per due peculiari caratteristiche scheletriche: le clavicole fuse con lo sterno (gli Strigidi le hanno separate) e l'artiglio del dito centrale seghettato.

## Tassonomia
La famiglia comprende due generi e 20 specie:
- Genere Tyto Billberg, 1828
  - Tyto tenebricosa (Gould, 1845) - barbagianni fuligginoso
  - Tyto multipunctata Mathews, 1912 - barbagianni fuligginoso minore
  - Tyto inexspectata (Schlegel, 1879) - barbagianni di Minahassa
  - Tyto nigrobrunnea Neumann, 1939 - barbagianni di Sula
  - Tyto sororcula (Sclater, 1883) - barbagianni minore
  - Tyto manusi Rothschild & Hartert, 1914 - barbagianni di Manus
  - Tyto aurantia (Salvadori, 1881) - barbagianni della Nuova Britannia
  - Tyto novaehollandiae (Stephens, 1826) - barbagianni australiano
  - Tyto rosenbergii (Schlegel, 1866) - barbagianni di Rosenberg
  - Tyto soumagnei (A.Grandidier, 1878) - barbagianni del Madagascar
  - Tyto alba (Scopoli, 1769) - barbagianni comune
  - Tyto furcata (Temminck, 1827) - barbagianni americano
  - Tyto javanica (J.F.Gmelin, 1788) - barbagianni orientale
  - Tyto deroepstorffi (Hume, 1875) - barbagianni delle Andamane
  - Tyto glaucops (Kaup, 1852) - barbagianni facciagrigia
  - Tyto capensis (A.Smith, 1834) - barbagianni delle erbe africano
  - Tyto longimembris (Jerdon, 1839) - barbagianni erbe orientale

- Genere Phodilus I.Geoffroy Saint-Hilaire, 1830
  - Phodilus badius  (Horsfield, 1821) - barbagianni baio
  - Phodilus prigoginei Schouteden, 1952 - barbagianni baio del Congo
  - Phodilus assimilis Hume, 1877 - barbagianni di Ceylon